# Taiyang you er
Pour plus de détails, voir Fiche technique et Distribution.
Taiyang you er (太陽有耳) est un film hongkongais réalisé par Yim Ho, sorti en 1995.

## Synopsis
Dans les années 20, une paysanne vit en plein changements politiques radicaux dans le nord de la Chine.

## Fiche technique
- Titre : Taiyang you er
- Réalisation : Yim Ho
- Pays d'origine : Hong Kong
- Format : Couleurs - 1,85:1 - Stéréo
- Genre : drame
- Date de sortie : 1995

## Distribution
- Gao Qiang
- You Yong
- Zhang Yu

## Récompense
- Ours d'argent du meilleur réalisateur lors de la Berlinale 1996